# Wilhelm Hemmes
Wilhelm Hemmes (* 14. März 1840 in Gau-Algesheim, Rheinland-Pfalz; † 11. September 1925 in Bad Nauheim) war ein deutscher Taubstummenlehrer.

## Leben
Hemmes war nach einem Studium der katholischen Theologie ab 1863 als Lehrer und von 1883 bis 1914 als Direktor der Unterrichtsanstalt für Taubstumme und Taubstummenlehrer in Bensheim tätig. Anlässlich seiner Versetzung in den Ruhestand 1914 wurde ihm der Titel Geheimer Schulrat verliehen. Von 1912 bis 1919 war er Stadtrat in Bensheim. Bereits 1909 war er anlässlich seines 50-jährigen Dienstjubiläums mit der Krone zum Ritterkreuz I. Klasse des Verdienstordens Philipp des Großmütigen und der Ernennung zum Ehrenbürger der Stadt Bensheim ausgezeichnet worden.
Wilhelm Hemmes war mit Magdalena geb. Gölz verheiratet und der Vater der langjährigen Zentrumsabgeordneten im Volksstaat Hessen Elisabeth Hattemer (1870–1948), der katholischen Geistlichen Emanuel Hemmes (* 1872) und Nikolaus Hemmes (* 1873) sowie des Bensheimer Notars Wilhelm Hemmes (* 1876).

## Auszeichnungen
- 11. Juni 1890 Ritterkreuz II. Klasse des Verdienstordens Philipps des Großmütigen
- 25. November 1905 Ritterkreuzes I. Klasse des Verdienstordens Philipps des Großmütigen
- 3. Juli 1909 Krone zum Ritterkreuz I. Klasse des Verdienstordens Philipps des Großmütigen anlässlich seines 50-jährigen Dienstjubiläums[2]

## Veröffentlichungen
- 1888: Lehrplan für eine Taubstummenanstalt mit sechs Jahreskursen und Grundsätze des Lehrverfahrens bei den einzelnen Unterrichtsgegenständen
- 1894: Biblische Geschichte für taubstumme Kinder:Biblische Geschichten, Band 1, Lehrmittelanstalt Ehrhard[4]
- 1911: Katholisches Religionsbuch zunächst für Taubstumme: Nebst einem Anhang mit Wiederholungsfragen, Schöningh[5]